# Nikola Petković
Nikola Petković (Rijeka, 20. svibnja 1962.), hrvatski književnik, sveučilišni profesor, književni kritičar i publicist. Predsjednik Hrvatskog društva pisaca od 2011. do kraja siječnja 2018.

## Životopis
Diplomirao je filozofiju i komparativnu književnost na Filozofskom fakultetu u Zagrebu. Magistrirao je i doktorirao u Sjedinjenim Američkim Državama i predavao na više tamošnjih sveučilišta. Od 2003. predaje na Filozofskom fakultetu u Rijeci. Redoviti je profesor na Odsjeku za filozofiju i Odsjeku za kulturalne studije. Predaje na postdiplomskom studiju komparativne književnosti Filozofskog fakulteta u Zagrebu i na postdiplomskom studiju Identiteti Europe Fakulteta političkih znanosti. Od 2011. je predsjednik Hrvatskog društva pisaca. Krajem siječnja 2018. podnosi ostavku na tu funkciju iz privatnih razloga. Član je PEN-a, Hrvatskog društva za analitičku filozofiju i Hrvatskog udruženja Američkih studija.
U književnosti se javio 1980-ih s generacijom okupljenom oko časopisa Quorum, koja se formirala na principima individualnosti, teorijske osviještenosti i intermedijalnosti. Objavljuje u domaćim i inozemnim listovima, zbornicima i književnim časopisima.U znanstveno-teorijskom radu se bavi pitanjima postkolonijalizma, identiteta i kulturama srednje Europe. Član je međunarodnog uredništva serije knjiga "Postkolonijalni pogledi na Istočnu Europu" (Postcolonial Perspectives on Eastern Europe). Uz Akeela Bilgramija sa sveučilišta Columbia, voditelj je kolegija “Secularism, Liberalism and Identity” na Interuniverzitetskom Centru (IUC) u Dubrovniku.

## Djela

#### Proza
- Priče iz davnine (roman), 1989.
- Uspavanka za mrtve, (roman), 2007.
- Kako svezati cipele (roman), 2011.

#### Poezija
- Vile i vilenjaci, 1984.
- Melodije Istre i Kvarnera, 1989.
- Dan na bijelu hljebu, 2001.
- Las Regiones Perdidas (engl.), 2001.
- Odisejev pas, 2007.
- Glasovi iz zone tišine / Voices from Stillezone, u koautorstvu s Cindy Lynn Brown, 2015.

#### Knjige za djecu
- Vila-Riječ, (ilustrirala Andrea Petrlik-Huseinović), 2013.

#### Znanstvene knjige
- Srednja Europa: Zbilja, mit, utopija (A Central Europe of Our Own: Postmodernism, Postcolonialism, Postcommunism and The Absence of Authenticity), 2002; drugo, elektronsko izdanje, 2009.
- Identitet i granica, 2010.

#### Eseji i kritike
- Mozak od 2 marke, 2001.
- Harterije: Hrvatsko pjesništvo početkom tisućljeća, 2009.
- Harterije II, III, Hrvatsko pjesništvo početkom tisućljeća, 2013.
- Harterije IV, Hrvatsko pjesništvo početkom tisućljeća, 2016.